# Деху-Роуд
Деху-Роуд — місто в Індії, штат Махараштра, округ Пуне.
Місто знаходиться на висоті 600 метрів над рівнем моря, розташоване між двома притоками річки Бхіма — північніше Індраяні, південніше — Павана. Оточене цілою низкою невеликих населених пунктів. Останнім часом місто розбудовується, тут відкриваються нові підприємства.
У місті знаходиться урядове відділення, розташовані військово-оборонні підрозділи. В безпосередній близькості розміщено ІТ-парки, за 8 км — промислова зона Талегаон, де розташовані великі промислові потужності підприємств, як то «Ordnance Factories Board», що виробляє продукцію для Збройних сил Індії. Також розташовані виробничі підрозділи «BMW», «INA Bearings», «JCB», «General Motors», «Mercedes-Benz», «Tetra Pak», «Фольксваген» та інші.
Біля об'їзної дороги з Доху-Роуд є розвилка на недавно збудовану трасу Мумбаї-Пуне та траса на Катрай. Об'їзна дорога Деху — Катрай знімає навантаження з траси від Мумбаї до Бенґалуру.

## Принагідно
- Dehu Road [Архівовано 1 березня 2013 у Wayback Machine.]

| Індія | Це незавершена стаття з географії Індії. Ви можете допомогти проєкту, виправивши або дописавши її. |